# Hendrik Gerard Seelig

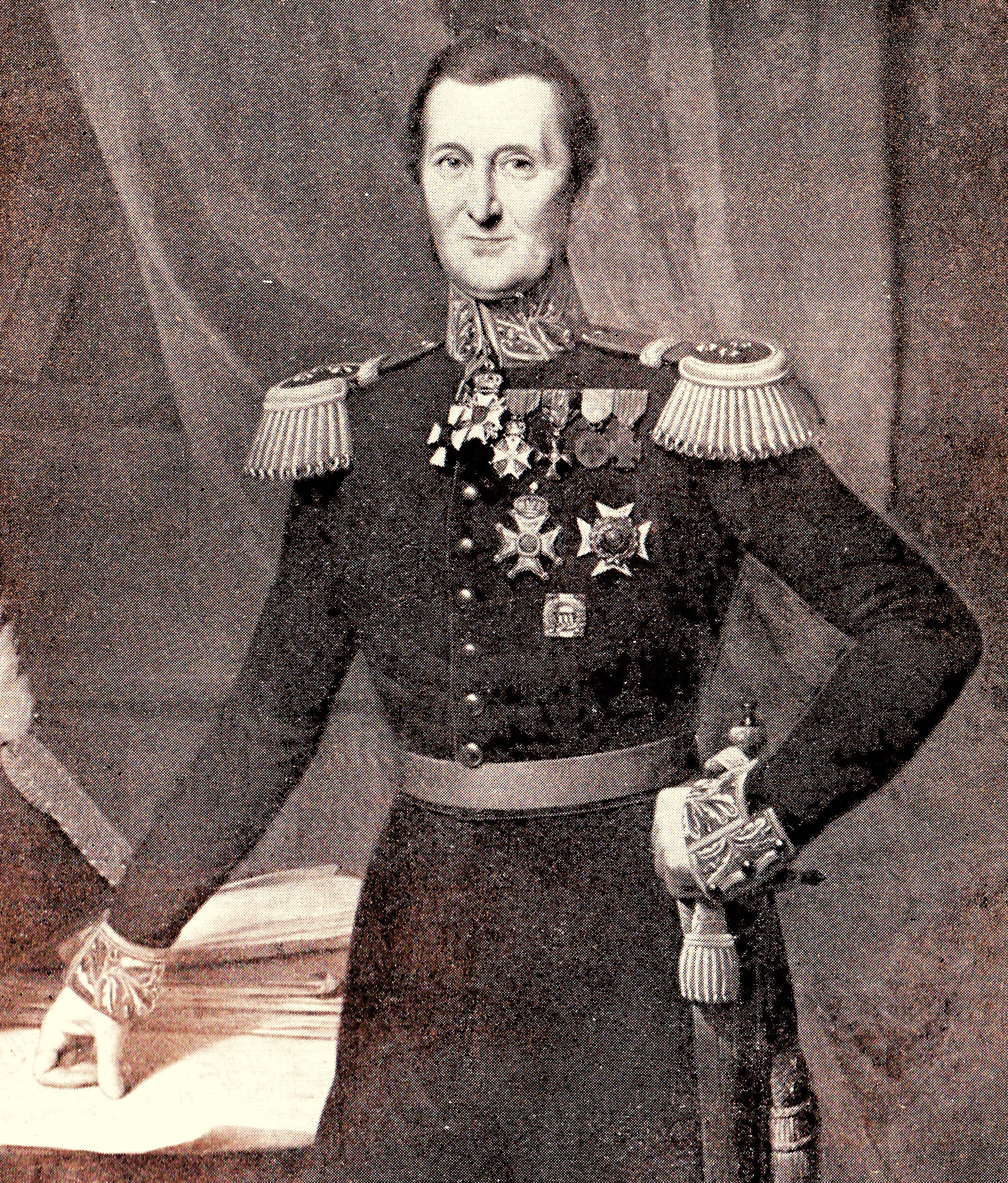
Luitenant-generaal der Artillerie Hendrik Gerard Seelig, gouverneur der KMA van 1836 tot 1852.

Hendrik Gerard Seelig (Neustadtgödens, 8 september 1785 - Ginneken, 3 oktober 1864) was een Nederlands militair.

## Biografie
Seelig was luitenant-kolonel bij de artillerie toen hij in 1836 werd benoemd tot eerste commandant (gouverneur) van de Koninklijke Militaire Academie (KMA) in Breda. In deze functie zette hij zich in voor het militair onderwijs, in nauwe samenwerking met zijn adviseur, de toenmalige tweede commandant (eerste officier) majoor-ingenieur Isaäc Paul Delprat. Het duo bracht de jonge KMA tot bloei, waardoor de Academie internationale faam verwierf. Seelig stond 16 jaar aan het hoofd van de Academie en is daarmee de langstdienende gouverneur geweest. In 1852 werd hem pensioen verleend met de rang van luitenant-generaal.
Seelig was gehuwd met Jacoba Elisabeth van Stipriaan Luiscius.

## Publicaties
Seelig schreef het werk Onderwijs in de beweging van lasten voor artilleristen (1821) en vertaalde met Delprat het Militair Zakboek tot gebruik in het Veld van Von Scharnhorst (1826-1828) uit het Duits. Van de Artillerie-atlas voltooide hij in 1861 de afdeling 'Techniek' en 'Voormalige Nederlandsche artillerie'. De afdeling 'Taktiek' bleef onvoltooid.

## Onderscheidingen
Tijdens de opstand in België en ook in de twee daaropvolgende jaren voerde Seelig het bevel over de artillerie in de Citadel van Antwerpen. Daarvoor werd hem in 1830 de Militaire Willemsorde 4e klasse verleend, maar tijdens het beleg van de citadel in december 1832 wist hij zich verder te onderscheiden, waarvoor hij tot de Militaire Willemsorde 3e klasse werd bevorderd.